# میهمان (مجموعه تلویزیونی)
میهمان یک مجموعهٔ تلویزیونی ایرانی به کارگردانی، نویسندگی خسرو ملکان و تهیه‌کنندگی ابوالفضل جهانی مقدم است که در زمستان ۱۳۶۹ ساخته شد و در نوروز ۱۳۷۰ از شبکه ۱ سیمای جمهوری اسلامی ایران پخش گردید.این مجموعه تلویزیونی، اولین مجموعه تلویزیونی مناسبتی در ایران بود و برای تعطیلات نوروز ۱۳۷۰ که ماه رمضان با آن همزمان شده بود، ساخته شد.

## خلاصه داستان
پسر آقای ستوده که در فرانسه درس می‌خواند، برای گذراندن تعطیلات نوروزی در کنار خانواده، به ایران می‌آید. خانواده‌اش تصمیم گرفته بودند که در این فرصت، برای او همسری انتخاب کنند ولی هنگامی که او به ایران می‌آید، متوجه می‌شوند که نه تنها او ازدواج کرده، بلکه فرزندی هم دارد. پس از وقوع ماجراهایی، سرانجام پسر آقای ستوده تصمیم می‌گیرد برای همیشه در ایران بماند.

## بازیگران
- پروین سلیمانی در نقش «طاهره خانم» (طاهره خانمِ چنگال‌به‌دست)
- محمدعلی ورشوچی در نقش «شعبون»
- جمشید مشایخی در نقش آقای ستوده
- حمیده خیرآبادی درنقش احترام سادات همسر ستوده
- احمد قدکچیان درنقش خان دایی
- روح‌الله مفیدی در نقش دکتر
- شهلا ناظریان در نقش پری دختر آقای ستوده